# Whisky irlandés

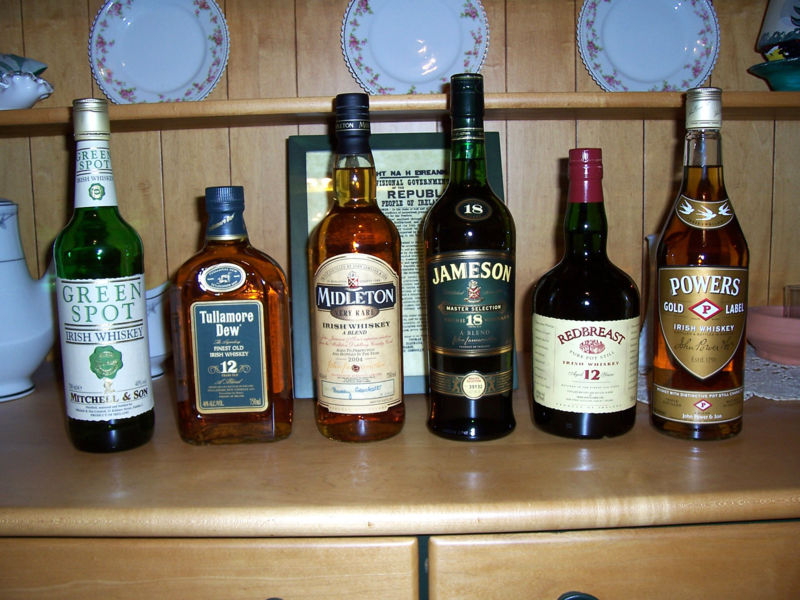
Botellas de whisky irlandés.

El whisky irlandés es un whisky elaborado utilizando cebada, y se caracteriza por su triple destilación, que lo hace suave y delicado.

## Nombre original
La denominación del whiskey irlandés en gaélico es «uisce beatha» que traducido significa ‘agua de vida’ y su denominación actual es «whiskey».
Preparación
El whiskey irlandés se elabora a partir del mosto obtenido de cereales. Esta mezcla se compone generalmente de cebada malteada y sin maltear procedente de centeno, avena y trigo.
El procedimiento es similar a los whiskys escoceses. Tras la selección de los cereales, se realiza la mezcla propia de cada destilería; posteriormente se lavan y se remojan (hidratación) para someterlos a su germinación, proceso en que se transforma el almidón de los cereales en azúcares solubles.
Seguidamente, se muelen los granos (excepto los que previamente tengan que ser malteados) y, tras realizar la infusión o empastaje, se procede a la fermentación del líquido obtenido durante aproximadamente 72 horas. Obtenido el vino, se realizan 3 destilaciones al cabo de las cuales se somete a envejecimiento en cubas de roble (antiguamente debían haber contenido vino de Jerez).

## Consumo
El consumo del whiskey irlandés se realiza mayoritariamente dentro del país de producción, exportando solamente un 25%, aunque en estos últimos años han aumentado notablemente dichas exportaciones.

## El café
Con este whiskey se hace un café de fama internacional que si se hace correctamente es excepcionalmente bueno.
Receta: Copa grande de boca ancha, 1 copa de whisky, 1 café americano (doble de agua), 4 cucharadas de café con leche de azúcar negra de caña y un buen chorro de nata fresca. Elaboración: Echar el azúcar en la copa, añadir el café muy caliente, integrar el whisky también caliente y revolver muy bien, a continuación añadir la nata muy fría muy despacito para que se pose en la superficie.

## Whiskey irlandés y whisky escocés
El whiskey irlandés es tan suave como el whisky escocés, porque aunque tiene un proceso de tres destilaciones, hay muchas destilerías de Escocia que lo elaboran del mismo modo. Aunque el whiskey irlandés no suele elaborarse con turba, hay varios ejemplos como el Connemara o el Hinch Peated Whiskey. Mucho whiskey irlandés contiene cebada sin maltear, una tradición que viene de la época que ahorraba impuestos a los productores. El whiskey irlandés no es ni mejor, ni peor que el escocés, es diferente, como todo producto que se elabora en otra zona geográfica.